# Hippeococcus montanus
Hippeococcus montanus är en insektsart som beskrevs av Reyne 1954. Hippeococcus montanus ingår i släktet Hippeococcus och familjen ullsköldlöss. Inga underarter finns listade i Catalogue of Life.